# Mona Muscă
Monica Octavia Muscă, leánykori nevén Nicoară (Torda, 1949. május 4. –) román politikus, a román Nemzeti Liberális Párt egykori tagja, korábban Románia egyik legnépszerűbb közéleti személyisége. Jelenleg a Nemzeti Liberális Pártból kivált Liberális Demokrata Párt (Partidul Liberal Democrat) munkáját segíti. 2006 nyarán botrány robbant ki a Securitatéval való hajdani együttműködése miatt.

## Életrajzi adatok
Tanulmányait 1972-ben fejezte be a Temesvári Egyetem Bölcsészkarán. 1972 és 1976 között román nyelvet és irodalmat tanított az Arad megyei Garba általános iskolájában. 1975 és 1982 között egyetemi tanársegédként dolgozott a Temesvári Egyetemen, 1982-től 1996-ig pedig a Román Akadémia Iorgu Iordan Nyelvészeti Intézetének tudományos munkatársa volt.
1990-ben belépett a Polgári Szövetség (Alianța Civice) elnevezésű szervezetbe, amely párttá alakulását követően Polgári Szövetség Párt (Partidul Alianței Civice) néven volt ismert. 1991 és 1995 között a párt Nemzeti Tanácsának tagja volt.

## Parlamenti tevékenysége
1996-ban belépett a Nemzeti Liberális Pártba (Partidul Național Liberal), és ugyanebben az évben Krassó-Szörény megye körzetében a Romániai Demokratikus Választási Megállapodás (Convenția Democrată Română) listájáról – amelynek pártja is tagja volt – bejutott a parlamentbe. 2000-ben ugyanitt, 2004-ben pedig Bukarest körzetében választották képviselővé, ezúttal a Nemzeti Liberális Párt (PNL) listájáról.
Parlamenti működése igen tartalmasnak mondható: több eseti, illetve államközi bizottság tagja volt, majd 2004-ben pártja őt jelölte a képviselőház elnökévé, de a tisztség betöltésére végül Adrian Năstase volt román miniszterelnököt választották meg. 2004 decembere és 2005 januárja között a képviselőház alelnöke volt.
2005 januárjától júliusáig művelődési és vallásügyi miniszter, ebbéli minőségében többek között erősen ellenezte az erdélyi magyar kulturális autonómiatörekvéseket.
Az oktatási és művelődési bizottság, 2006 februárjától pedig a nemek közti esélyegyenlőségért felelős parlamenti bizottság tagja volt.

## Pártján belüli tisztségei
- 1995–1996 a Nemzeti Liberális Párt sajtó- és propagandaosztályának tagja
- 1996–2000 a sajtó- és propagandaosztály vezetője
- 1996–2000 a Nemzeti Liberális Párt stratégiai irányításért és civil kapcsolatokért felelős alelnöke
- 2001–2005 a párt Végrehajtó Bizottságának tagja
- 2005. július: a Nemzeti Liberális Párt alelnökjelöltje

## Kapcsolata a román titkosszolgálattal
2006. augusztus 8-án Lavinia Șandru, a Nemzeti Kezdeményezés Pártjának (Partidul Inițiativa Națională) képviselője nyilvánosságra hozta, hogy Mona Muscă titkosszolgálati dossziéja a CNSAS (Consiliul Național pentru Studierea Arhivelor Securității – a Securitate Archívumát Vizsgáló Nemzeti Bizottság) látókörébe került. Miután kiderült, hogy együttműködött a hajdani Securitatéval, a Nemzeti Liberális Párt vezetősége 2006. augusztus 14-én – még mielőtt a CNSAS vonatkozó határozata megszületett volna – megvonta politikai támogatását Mona Muscătól. 2006. szeptember 2-án kizárták a pártból, és elvesztette európai parlamenti megfigyelői helyét is. A képviselőnő cáfolta, hogy besúgó lett volna, de miután a bíróság is megerősítette ezt a tényt, lemondott parlamenti mandátumáról.

## Fordítás
- Ez a szócikk részben vagy egészben a Mona Muscă című román Wikipédia-szócikk fordításán alapul.  Az eredeti cikk szerkesztőit annak laptörténete sorolja fel. Ez a jelzés csupán a megfogalmazás eredetét és a szerzői jogokat jelzi, nem szolgál a cikkben szereplő információk forrásmegjelöléseként.